# Ordre du Mérite patriotique (RDA)
Pour les articles homonymes, voir Ordre du mérite patriotique.
L'ordre du Mérite patriotique est une médaille d'État de la République démocratique allemande (RDA) créé en 1954. Cette décoration distinguait l'excellence de certains Allemands de l'Est, dans toutes les sphères de la vie sociale.

## Admissibilité
Le texte officiel stipulait : « Für besondere Verdienste : im Kampf der deutschen und internationalen Arbeiterbewegung und im Kampf gegen den Faschismus, beim Aufbau, bei der Festigung und Stärkung sowie beim Schutz der Deutschen Demokratischen Republik, im Kampf um die Sicherung des Friedens sowie bei der Erhöhung des internationalen Wirkens der Deutschen Demokratischen Republik ». L'ordre du Mérite patriotique récompensait « les services exceptionnels : dans la lutte du mouvement ouvrier allemand et international et la lutte contre le fascisme, dans l'édification, la consolidation, le renforcement et la protection de la République démocratique allemande, dans la lutte pour préserver la paix et accroître l'action internationale de la République démocratique allemande ».
Ce prix avait plusieurs niveaux : bronze, argent, or et « fermoir honorifique en or » Ehrenspange zu Gold (pour « services exceptionnels »). Il ne pouvait être attribué qu'une seule fois pour un même niveau. Une prime annuelle de la valeur suivante était accordée jusqu'en 1973 :
| Nom    | Prime annuelle |
| ------ | -------------- |
| Bronze | 250 marks      |
| Argent | 500 marks      |
| Or     | 1000 marks     |

Puis des primes uniques furent accordées :
| Nom    | Prime unique |
| ------ | ------------ |
| Bronze | 2 500 marks  |
| Argent | 5 000 marks  |
| Or     | 10 000 marks |

Il existait aussi des récompenses de groupes (jusqu'à dix personnes) :
| Nom    | Prime unique |
| ------ | ------------ |
| Bronze | 2500 marks   |
| Argent | 5000 marks   |
| Or     | 10 000 marks |

## Récipiendaires par année

### Années 1950
| Année | Récipiendaires |
| ----- | --- |
| 1954  | Heinrich Rau, Else Girke (Bronze), Gerhard Bläsing, Hilde Benjamin, Susanne Häber (Bronze), le Thomanerchor (Argent), Heinz Hoffmann (Bronze), Maria Koreng (Bronze), Theodor Brugsch (Argent), Rudolf Dölling (Argent), Johannes Leipoldt (Argent), Lydia Poser (Argent), Max Lingner, Fritz Wehmer (Argent), Erich Correns (Or), Johannes Dieckmann (Or), Heinrich Allmeroth (Bronze), Eilhard Alfred Mitscherlich (Or), Arno von Lenski (Bronze), Heinz Keßler (Argent), Erich Mielke (Or), Hans Loch, Paul Scholz, Arthur Werner |
| 1955  | Max Burghardt (Argent), Peter Florin (Argent), Katharina (Käthe) Kern (Bronze), Grete Groh-Kummerlöw (Bronze), Max Suhrbier (Bronze), Maria Tauberth (Bronze), Gerda Wachowius (Bronze), Frieda Weiß (Bronze), Heinz-Wolfram Maschner (Bronze), Friedrich Burmeister (Argent), Manfred Gerlach (Argent), Greta Kuckhoff (Argent), Jenny Matern (Argent), Otto Bruchwitz (Or), Karl Schirdewan (Or), Paul Wandel (Or), Heinrich Toeplitz (Bronze), Willi-Peter Konzok, Fritz Lange, Aenne Kundermann (Bronze), Änne Saefkow (Argent)  |
| 1956  | Friedel Apelt (Argent), Marie Brandt (Bronze), Wilhelm Adam (Argent), Paul Fröhlich (Argent), Victor Klemperer (Argent), Karl Raddatz, Hans Beyer (Argent), Walter Biering (Argent), Paula Hertwig (Bronze) |
| 1957  | Herbert Kröger (Argent), Hermann Matern (Or), Alfred Neumann (Or), Ilse Rodenberg (Argent), Käthe Timm (Argent), Erich Wendt (Argent), Hermann Axen (Argent), Roberta Gropper (Argent), Prof. Dr. h.c. Florus Kertscher (Argent), Georg Mayer, Heinrich Toeplitz (Argent), Jakob Boulanger |
| 1958  | Hans Reingruber, Theodor Brugsch, Katharina (Käthe) Kern (Argent), Roman Chwalek |
| 1959  | Wilhelmine Schirmer-Pröscher (Or), Otto Korfes (Argent), Johanna Blecha (Bronze), Margarete Lanner (Argent), Johannes Reinhold (Argent), Otto Piesker (Bronze, certificat délivré en 1961), Ehm Welk (Argent), Georg Mayer, Hanns Maaßen (Bronze), Jan Koplowitz (Bronze), Walther Siegmund-Schultze (Bronze), Albert Wilkening (Bronze), Alfred Lemmnitz, Lotte Ulbricht, Gerhard Lucht (Bronze), Elfriede Paul (Bronze) |

### Années 1960

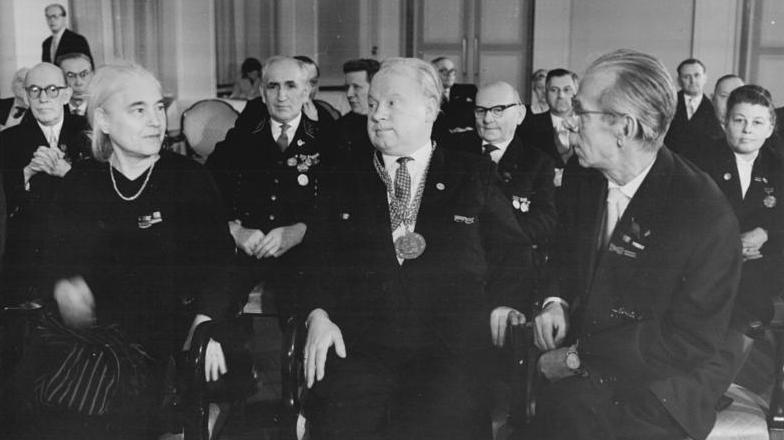
Décoration, en 1960, de la femme de lettres Anna Seghers (à gauche) et du recteur Schröder, ici avec Otto Nagel (à droite).

| Année | Récipiendaires |
| ----- | --- |
| 1960  | Harald Hauser, Katharina (Käthe) Kern, Anna Seghers (Or), Ernst Busch (Argent), Karl Schmalfuß (Argent), Rudolf Tittelbach (Bronze), Elfriede Brüning (Bronze), Eberhard Luther (Bronze), Georg Ewald (Bronze) |
| 1961  | Eberhard Heinrich, Max Butting, Moritz Mitzenheim (Or), Harry Hindemith (Argent), Günter Skeib (Bronze), Josef Streit (Argent) |
| 1962  | Rudolf Dölling (Or), Kurt Nehring, Helmut Kraatz, Heidi Pechstein (Argent), Friedrich Jung, Werner Gilde (Bronze), Hilde Benjamin |
| 1963  | Max Burghardt (Or), Hans Reingruber, Roman Chwalek, Hedwig Voegt (Argent), Lotte Ullbrich, Marie Ahlers (Argent) |
| 1964  | Siegfried Böhm, Max Sefrin, Karl Eduard von Schnitzler (Bronze), Margot Honecker (Or), Otto Nagel (Or), Hans Rudolf Gestewitz (Argent), Felix Scheffler, Georg Ewald (Argent), Fritz Selbmann |
| 1965  | Max Burghardt (Or), Ernst Busch (Or), Greta Kuckhoff (Or), Eberhard Heinrich, Günther Rienäcker (Or), Helene Weigel (Or), Edith Baumann (Or), Lea Grundig (Or), Ilse Thiele (Or), Elli Schmidt (Or), Margarete Fuchs-Keilson (Or), Paul Dessau (Or), Karl Kleinjung (Or), Else Merke (Argent), Margarete Wittkowski (Argent), Heinz Keßler (Or), Kurt Seibt, Natan Gussinski (Argent), Elfriede Paul (Argent), Fritz Selbmann (Ehrenspange) |
| 1966  | Hans Pflüger (Bronze), Wieland Herzfelde, Rudolf Bamler (Argent), Eleonore Staimer (Or), Johannes Paul Thilman |
| 1967  | Jakob Boulanger (Or), Gerhard Briksa (de), Roberta Gropper (Or), Erwin Kramer (Ehrenspange), Jacob Walcher (Or), Willi-Peter Konzok (Or), Horst Arendt (Argent), Paul Hartmann (Argent), Aenne Kundermann (Argent), Gerhard Beil (Bronze), Paul Scholz |
| 1968  | Frieda Unger, Werner Neumann (Bronze), Elli Schmidt (Ehrenspange) |
| 1969  | Walter Bartel, Hans-Joachim Böhme, Brunhild Jaeger (Or), Gisela Glende, Hanns Maaßen (Argent), Albert Wilkening (Argent), Heinz Kuhrig, Alexander Schalck-Golodkowski (Or), Erich Mielke (Ehrenspange), Siegbert Kahn |

### Années 1970
| Année | Récipiendaires |
| ----- | --- |
| 1970  | Fritz Schröder (Or), Wolfgang Mitzinger, Siegfried Böhm, Rudi Georgi, Wolfgang Gress, Helga Mucke-Wittbrodt (Or), Elise Thümmel (Or), Anton Ackermann (Ehrenspange), Hermann Budzislawski, Peter Florin (Or), Heinrich Toeplitz (Or), Willi-Peter Konzok (Ehrenspange), Alfred Lemmnitz, Katharina (Käthe) Kern (Ehrenspange) |
| 1971  | Gerhard Schürer, Ruthild Hahne, Ingo Braecklein, Hans Gilmströther, Karl Baier (Or), Kurt Ehrich, Heinz Adameck, Friedrich Karl Kaul, Ernst Hilzheimer, Josef Streit (Or), Hannelore Mensch (Bronze), Eleonore Staimer (Ehrenspange) |
| 1972  | Ferdinand May, Harald Hauser, Elisabeth Hauptmann, Irene Gysi, Klaus Gysi, Paul Walter (Argent), Peter Florin (Ehrenspange), Inge von Wangenheim (Bronze), Johannes Paul Thilman, Gret Palucca (Or), Aenne Kundermann (Or), Gerhard Beil (Argent), Paul Scholz |
| 1973  | Isolde Oschmann, Lothar Ahrendt, Wolfgang Herger, Walter Felsenstein (Ehrenspange), Rolf Bothe (Bronze), Paula Acker, Roman Chwalek (Ehrenspange), Kurt Seibt (Ehrenspange), Ernst Scholz, Paul Kienberg (Or), Oskar Fischer, Friedrich Dickel, Die Distel |
| 1974  | Helmut Koziolek (Argent), Klaus Siebold (de), Siegfried Böhm, Gerhard Briksa (de), Werner Buschmann, Johannes Chemnitzer, Eberhard Heinrich, Rudolph Schulze, Horst Sölle (de), Kurt Singhuber (de), Norbert Briese, Hans-Günter Petzold, Otto Paetz, Andre Asriel, Hermann Budzislawski (Ehrenspange), Albert Wilkening (Or), Martin Weikert, Heinz Keßler (Ehrenspange), Karl-Heinz Schulmeister (Or), Herbert Scurla, Günter Kochan, Helmut Stöbe, Willi Barth (Ehrenspange), Max Kahane (Ehrenspange), Anna Bachmann (Or), Helene Berner (Or), Gerhard Briksa (de) (Or), Martha Chwalek (Or), Albert Giebel (Or), Kurt Goldstein (Or), Herman Häckel (Or), Wilhelm Hauser (Or), Hans-Joachim Hoffmann, Arthur Kunath (Or), Werner Ludwig (Or), Heinz Neukirchen (Or), Rudold Pfützner (Or), Anna Posselt (Or), Maria Rentmeister-Rettmann (Or), Georg Reymann (Or), Trude Richter (Or), Hans Scharrenberg (Or), Li Weinert (Or), Erna Winzer (Or), Erich Ahlborn (Argent), Erich Auer (Argent), Wilhelm Baetge (Argent), Martha Bahms (Argent), Ewald Barthel (Argent), Willi Bauer (Argent), Georg Baumgart (Argent), Friedrich Belz (Argent), Wilhelm Betke (Argent), Wilhelm Böhmert (Argent), August Bönisch (Argent), Hans Bothe (Argent), Johanna Brede (Argent), Rudolf Dähne (Argent), Frieda Dietrich (Argent), Werner Ehricke (Argent), Gottwald Fleischer (Argent), Rudolf Fritzscher (Argent), Gustav Frunke (Argent), Gertrud Gessmann (Argent), Herbert Griese (Argent), Alfred Hartmann (Argent), Heinz Hartwig (Argent), Hugo Herber (Argent), Alfred Illge (Argent), Walter Jakutsch (Argent), Willi Jankowski (Argent), Wilhelm Kaufmann (Argent), Herbert Kegel (Argent), Willy Kleint (Argent), Max Koch (Argent), Minna Köhler (Argent), Bruno Kolberg (Argent), Kurt Krapalis (Argent), Margurite Kuczynski (Argent), Hugo Lange (Argent), Charlotte Loebinger (Argent), Else Manske-Krausz (Argent), Arthur Müller (Argent), Erwin Müller (Argent), Frieda Pappenheim (Argent), Erich Pappritz (Argent), Ernst Pascher (Argent), Fritz Paskarbeit (Argent), Albert Pietsch (Argent), Walter Plathe (Argent), Kurt Preiss (Argent), Karl Preuss (Argent), Otto Puffpaff (Argent), Otto Reichardt (Argent), Nikolaus Riedmüller (Argent), Heinz Reimann (Argent), Erich Riehle (Argent), Gertrud Rosenmeyer (Argent), Margarete Rudolph (Argent), Erich Schindler (Argent), Willi Schirmer (Argent), Georg Schnauber (Argent), Bernhard Schönig (Argent), Kurt Schröder (Argent), Walter Schwalba (Argent), Alfred Seeling (Argent), Alexander Skotarek (Argent), Wilhelm Sontowski (Argent), Eduard Stielow (Argent), Kurt Thiele (Argent), Karl Ulrich (Argent), Roman Walther (Argent), Julius Warlich (Argent), Ernst Waterstraat (Argent), Otto Weiniger (Argent), Albert Weiß (Argent), Otto Werner (Argent), Jurig Winar (Argent), Guido Zamis (Argent), Johannes Zelt (Argent), Fritz Zerweck (Argent), Betty Abraham, Richard Albert, Franz Altenberg, Max Anspach, Arthur Bartholome (Bronze), Ida Becker, Georg Beyer, Johannes Bittkow, Walter Böning, Paul Büchner, Willi Buller, Karl Daibenzeiher, Kurt Drabe, Willy Eckardt, Kurt Engelmann, Fritz Feddersen, Max Fischer, Erna Fritzsche, Karl Fuchs, Hermann Fürschke, Karl Hannemann (en), Siegfried Heger, Gustav Hepold, Andrea Hübner, Walter Jupe, Herbert Kirchner, Hans Klein, Gerhart Klinger, Paul Kluge, Willi Köster, Franz Kollei, Erich Kothe, Johannes Krahl, Ann Krause, Ernst Kreibich, Kurt Lachner, Anne Lange, Richard Lehmann, Kurt Merkel, Fritz Müller, Hedwig Oehler, Wilhelm Pätzold, Dora Pope, Walter Petter, Karl Pflug, Alwin Pohle, Heta Quandt, Otto Reblin, Paul Rusch, Kurt Schebner, Anneliese Schmidt, Erwin Scholz, Wilhelm Schulze, Karl Schumann, Eva Schuster, Gustav Schwarz, Irene Seegers, Karl Stark, Else Stegmann, Erich Steinbach, Hermann Strutzke, Fritz Stude, Kurt Sturm, Else Syma, Erich Thiele, Kurt Trinks, Hans Ulrich, Edmund Wachsmuth, Kurt Wiethauer, Lothar Wenzel, Johannes Wimmer, Heinz Wöllner, Berta Wörfel, Werner Worm, Kurt Zimmermann (Bronze) |
| 1975  | Rudi Mittig (Or), Hans-Joachim Heusinger, Wolfgang Vogel, Gisela Glende, Rudolf Tittelbach (Argent), Elfriede Brüning (Argent), Dagobert Krause (Bronze), Alfred Lemmnitz (Ehrenspange),Elfriede Paul (Or) |
| 1976  | Kurt Fichtner (de), Lea Große, Walther Siegmund-Schultze (Argent), Ida Lein-Vellermann (Argent), Franz Wisniewski, Gunter Peters (Bronze), Gerhard Ambros (Bronze), Hans Rudolf Gestewitz (Or), Friedrich Karl Kaul (Ehrenspange), Gerhard Beil (Or) |
| 1977  | Manfred Flegel (de), Selma Gabelin (Or), Harald Hauser, Wolf Kaiser (Argent), Curt Letsche (Bronze), Ella Rumpf (Or), Günter Schabowski (Or), Alfred Scholz, Frieda Skamira (Bronze), Berta Waterstradt (Or), Aenne Kundermann (Ehrenspange), Walter Halbritter |
| 1978  | Karl Eduard von Schnitzler (Or), Fritz Dähn, Annelies Glaner (Or), Rita Schober (Or), Hildegard Gurgeit (Or), Elsa Hentschke (Or), Gerda Stern (Or), Hertha Walcher (Argent), Ursula Raurin-Kutzner (Argent), Else Fugger, Hildegard Biermann (Or), Ellen Kuntz (Or), Margarete Jung (Or), Horst Beseler (Bronze), Edwin Kasper (Argent), Lisbeth Petzhold (Argent), Arno von Lenski (Ehrenspange), Ernst Scholz (Ehrenspange), Wolfgang Lesser, Ernst Eckardt (Bronze), Elsa Arnold (Or), Lotte Ulbricht, Friedrich Dickel |
| 1979  | Werner Buschmann, Wolfgang Rauchfuß (de), Ludwig Mecklinger, Manfred Wekwerth, Hans Pflüger (Argent), Sonja Müller (Or), Helene Berner (Or), Herta Birkenhauer (Or), Trude Richter (Or), Anna Posselt (Or), Luise Kroll (Bronze), Walter Richter-Reinick (Bronze), Hans Wilken (Bronze), Heinz Kuhrig, Günter Wolf (Or), Peter Beyer (Argent), Heinz Beckmann (Bronze), Ernst Staege (Argent) |

### Années 1980
| Année | Récipiendaires |
| ----- | --- |
| 1980  | Hans-Joachim Böhme, Otto Arndt, Helmut Wunderlich, Günther Jahn, Lieselotte Thoms-Heinrich (Or), Hans Lutter (Argent), Hanny Gläser (Or), Ilse Thiele (Or), Gisela May, Heinrich Adameck (Ehrenspange), Jan Hoffmann (Or), Anett Pötzsch (Or), Horst Müller (Bronze), Kurt Richter (Bronze), Martina Proeber (Bronze), Elfriede Paul (Fermoir honorifique en or)                                                 |
| 1981  | Eberhard Aurich, Hans-Joachim Böhme, Karl Grünheid (de), Ernst Schumacher, Jurij Brězan, Margarete Müller, Lieselott Herforth (Or), Hans Rudolf Gestewitz (Ehrenspange), Werner Neumann (Argent), Wolf Kaiser (Or), Albert Schubert (Or), Walther Siegmund-Schultze (Or), MS "Völkerfreundschaft" (cérémonie collective, Or), Josef Streit (Ehrenspange), Hannelore Mensch (Argent), Gisela Steineckert (Bronze) |
| 1982  | Edwin Schwertner, Wolfgang Gress, Carl-Heinz Janson, Wolfgang Altenburger, Helmut Koziolek (Or), Andre Asriel, Inge von Wangenheim (Or), Werner Irmler (Or), Ernst Eckardt (Argent), Werner Klemke (Or), Erwin Strittmatter (Or) |
| 1983  | Rudolph Schulze, Elisabeth Zaisser (Or), Charlotte Welm (Or), Helmut Kuhny (Or), Paula Acker, Hans Carlsohn (Or) |
| 1984  | Emil Hannersdörfer (Or), Manfred Bochmann (de), Eberhard Aurich, Werner Buschmann, Max Sefrin, Renate Leuschner (Or), Katja Stern (Or), Ernst Matiba (Bronze), Katarina Witt (Or), Joachim Wohlgemuth (Or), Hans Justmann (Bronze), Kurt Blecha, Jürgen Kuczynski, Ernst Reich (Or), Fritz Scheller (Ehrenspange), Gerhard Beil (Ehrenspange)                                                                    |
| 1985  | Elli Glöckner, Hedwig Bollhagen (Or), Wolfgang Gube (Bronze), Heinz Geyer, Johannes Gabel (Argent), Elfriede Brüning (Or), Iouri Vassilievitch Bassistov (Or), Alfred Kleine (Or), Manfred Dietze (Argent), Helga Labs |
| 1986  | Rudi Georgi, Hans Moritz, Uta Nickel (Bronze) |
| 1987  | Le Thomanerchor (Or), Wolfgang Berghofer, Fred Delmare (Or), Herbert Homfeld (Argent) |
| 1988  | Olaf Ludwig, Katarina Witt (Ehrenspange), Kristin Otto (Or), Walter Howard (Or), Kurt Blecha (Ehrenspange), Helmut Kuhny (Ehrenspange), Lothar Lindner (Or), Rudi Strobel (Or), Werner Hennig (Or) |
| 1989  | Walter Janka (en), Heinz Kuhrig (Ehrenspange), Jürgen Kuczynski (Ehrenspange), Günter Wirth (Or) |

### Année inconnue
- Julius Balkow
- Johannes Arnold
- Günter Möckel (Bronze)
- Parc zoologique de Berlin-Friedrichsfelde (avant 1974)
- Günther Anders (Or)
- Erwin Max Haack (Or, Argent et Bronze)
- Generalleutnant Rudolf Tittelbach (Or, après 1975)
- Franz Franik
- Kurt Schröder (Médecin) (Bronze)
- Paul Schwertz (Bronze)
- Karl Hans Walther (Bronze, vraisemblablement avant 1957)
- Leo Kneler

## Sources
- (de) Cet article est partiellement ou en totalité issu de l’article de Wikipédia en allemand intitulé « Vaterländischer Verdienstorden » (voir la liste des auteurs).